# 타티야나 드루비치
타티야나 드루비치(러시아어: Татьяна Друбич, 영어: Tatyana Drubich, 1959년 6월 7일 ~ )는 러시아의 배우이다.

## 출연 작품
- 리타스 라스트 페어리 테일 (2011)
- 더 블랙 몽크 (1988)
- 10개의 인디언 인형 (1987)